# Vaccin

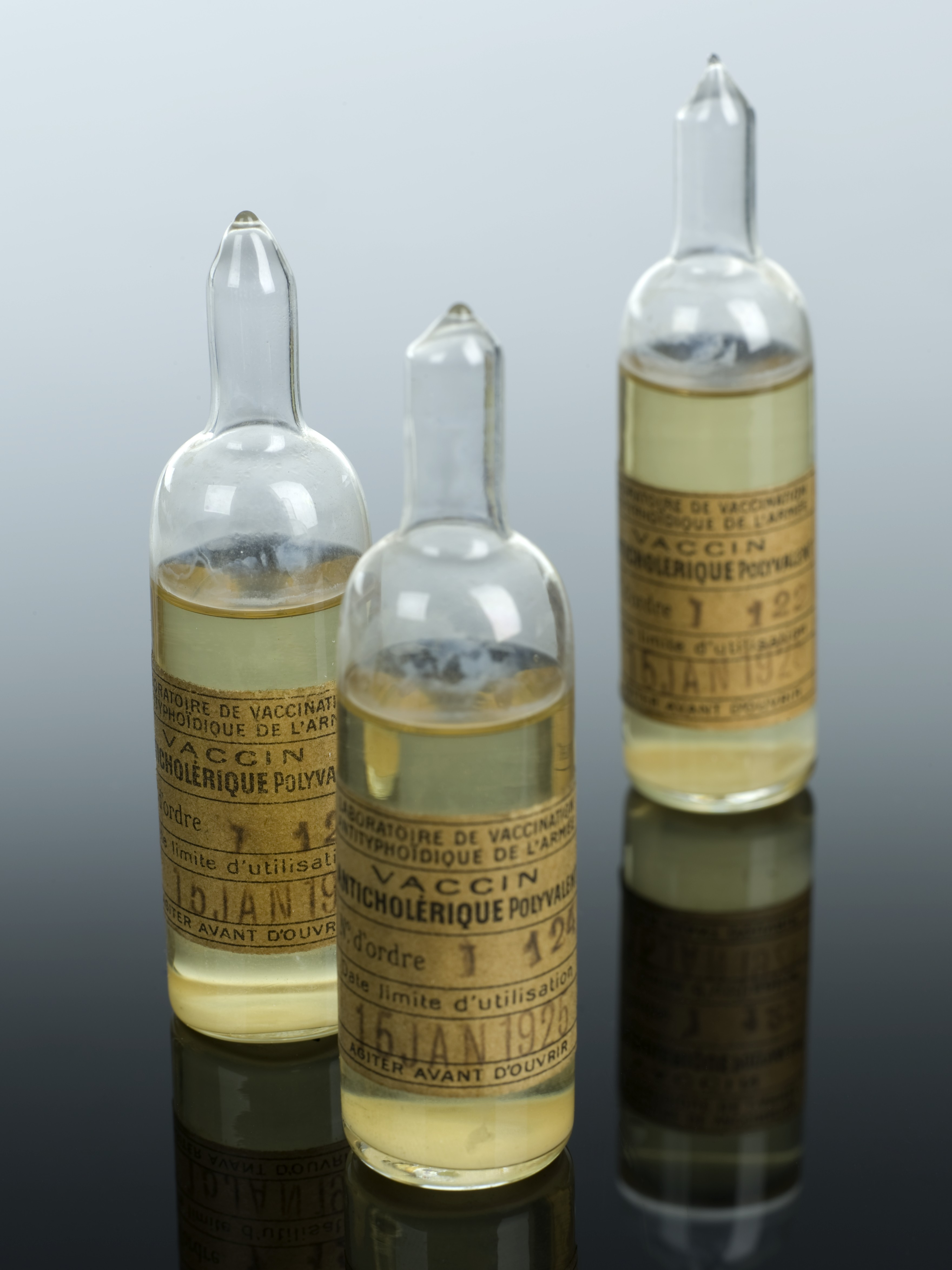
Trois ampoules de verre du vaccin contre le choléra, Paris, France, 1924.

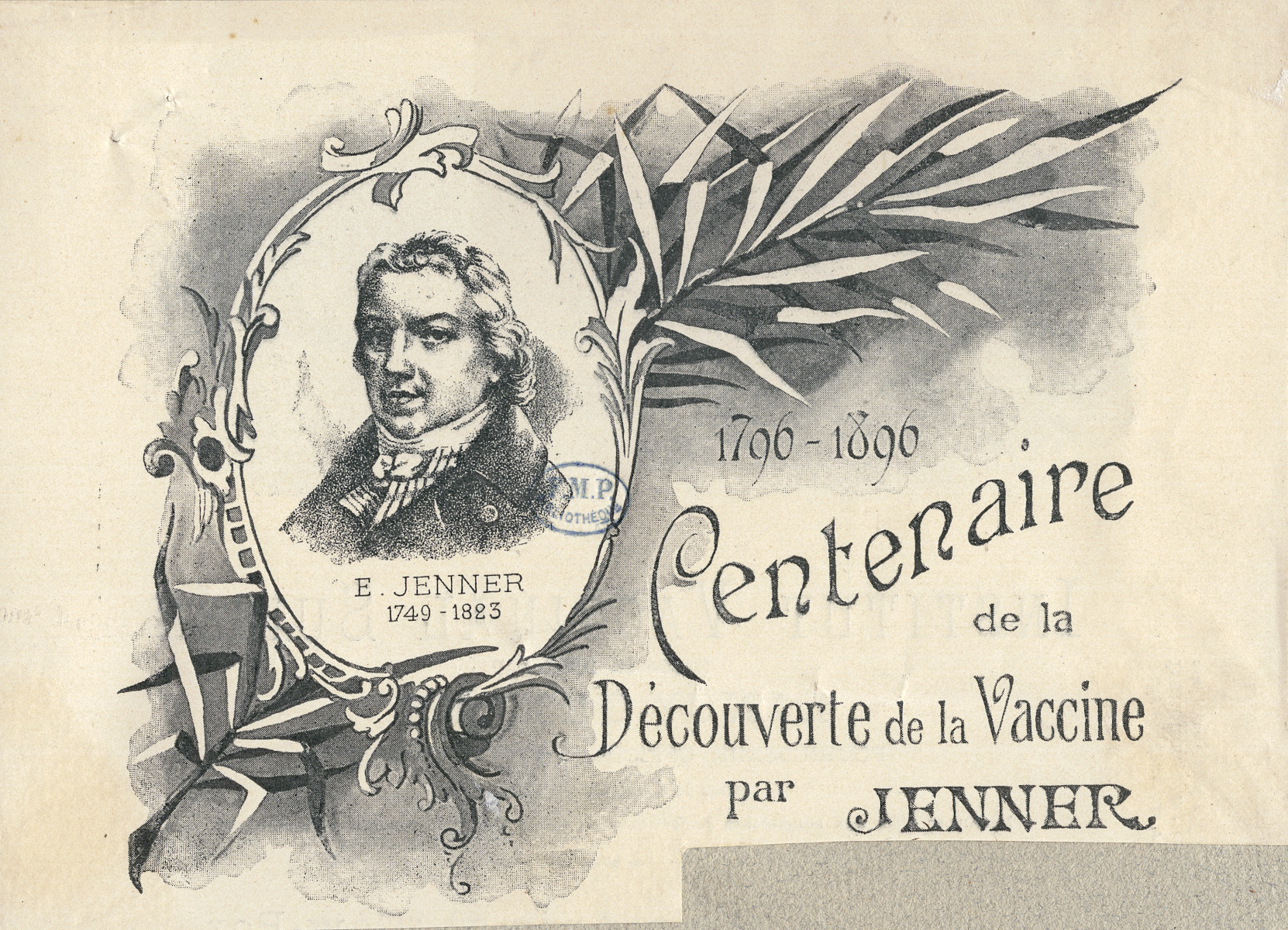
Publication marquant en 1896 le centenaire de la découverte de la vaccine par Jenner.

Un vaccin est une préparation biologique administrée à un organisme vivant afin d'y stimuler son système immunitaire et d'y développer une immunité adaptative protectrice et durable contre l'agent infectieux d'une maladie particulière.
La substance active d’un vaccin est un agent antigénique soit à pathogénicité atténuée par une forme tuée ou affaiblie de l'agent pathogène, d'une de ses toxines, ou de marqueurs comme une protéine d'enveloppe ou un acide nucléique. Plusieurs types de vaccins existent selon le procédé utilisé pour obtenir des anticorps neutralisants : virus entiers atténués ou inactivés, vecteurs viraux génétiquement modifiés réplicatifs ou non réplicatifs (adénovirus, vaccine), sous-unités vaccinales obtenues par recombinaison génétique, anatoxines et acides nucléiques (ADN, ARN messager).
La réaction immunitaire primaire met en mémoire l'antigène menaçant présenté pour que, lors d'une contamination ultérieure, l'immunité ainsi acquise puisse s'activer plus rapidement et plus fortement.
L'Organisation mondiale de la santé (OMS) signale que des vaccins homologués sont disponibles pour plus de vingt infections différentes ainsi évitables. Les vaccins les plus connus sont ceux contre la poliomyélite, antidiphtérique, antitétanique, contre la coqueluche, la tuberculose, la rougeole, la grippe saisonnière, les fièvres hémorragiques Ebola et la Covid-19.
En dépit d'un solide consensus scientifique, il existe au niveau mondial une controverse sur l'intérêt des vaccins et de la vaccination, variable selon les pays et les contextes sanitaires et sociétaux.

## Étymologie
Le mot « vaccin » dérive du mot « vaccine » (lui-même issu du latin vaccinus qui signifie « de vache »), utilisé par Edward Jenner en 1798 pour désigner sa préparation médicale à partir des pustules présentes sur le pis des vaches atteintes de variole de la vache (vaccine), maladie bénigne qui, inoculée aux humains, préserve de la variole humaine. Ce fut la première préparation appelée vaccin à partir de 1801,.
Par extension, à partir de 1852, vaccin désigne toute substance préparée à partir de microbe, virus ou parasite qui, inoculée à un organisme vivant, l'immunise contre le germe correspondant. En 1881, pour honorer Jenner, Louis Pasteur proposa que les termes « vaccin » et « vaccination » soient étendus pour couvrir les nouvelles inoculations protectrices dont il annonce le développement ( de « virus vaccins » ou virus atténués).

## Histoire

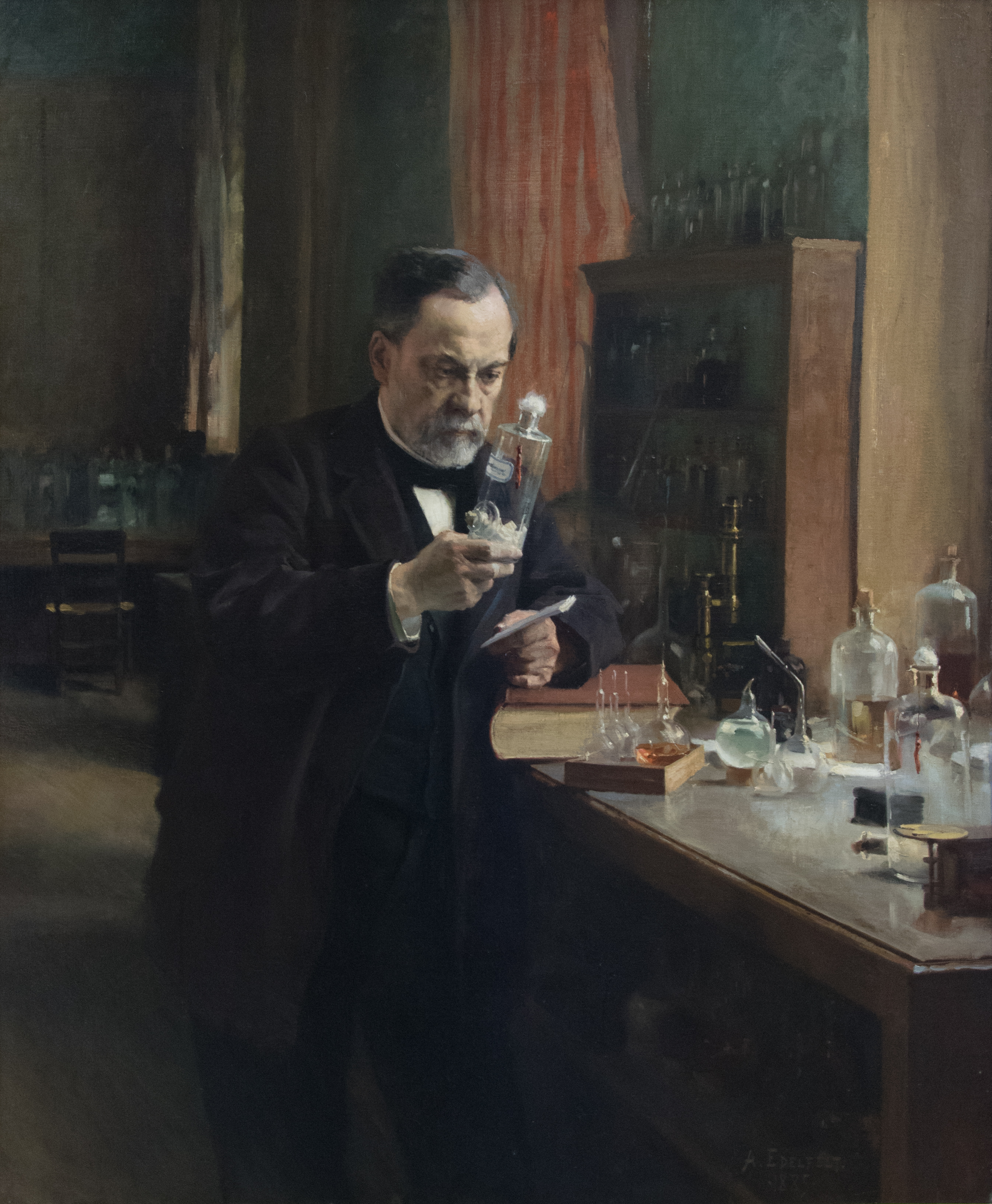
Tableau d'Albert Edelfelt représentant Louis Pasteur observant dans un bocal une moelle épinière de lapin enragé, suspendue en train de se dessécher au-dessus de cristaux de potasse. C'est le processus qui lui a permis d'obtenir le vaccin contre la rage.

Avant l'introduction de la vaccination avec des éléments provenant de cas de variole de la vache, la variole pouvait être prévenue par l'inoculation délibérée du virus de la variole, pratique appelée plus tard variolisation pour la distinguer de la vaccination antivariolique. La pratique de l'inoculation de la variole a ses premiers indices au Xe siècle en Chine et la plus ancienne utilisation documentée de 1549, également chinoise. Les Chinois ont alors mis en œuvre une méthode d'« insufflation nasale » administrée en soufflant du matériel de variole en poudre, généralement des croûtes, dans les narines. Diverses techniques d'insufflation ont été enregistrées au cours des XVIe et XVIIe siècles en Chine. Deux rapports sur la pratique chinoise de cette inoculation ont été reçus par la Royal Society de Londres en 1700.
À la fin des années 1760, alors qu'il étudiait son futur métier de chirurgien / apothicaire, Edward Jenner connut l'histoire, courante dans les zones rurales, que les travailleurs laitiers n'avaient jamais la variole humaine, souvent fatale ou défigurante, parce qu'ils avaient déjà contracté la variole de la vache (la vaccine) qui était beaucoup moins violente chez l'homme. En 1796, Jenner a pris du pus de la main d'une laitière ayant la vaccine, l'a gratté dans le bras d'un garçon de 8 ans, James Phipps. Six semaines plus tard, il lui a inoculé la variole humaine : celui-ci ne l'a pas développé. Jenner a rapporté en 1798 que l'inoculation de son produit était sans risque, chez les enfants comme chez les adultes, cette vaccination étant beaucoup plus sûre que l'inoculation de la variole humaine. Cette dernière pratique pourtant alors usuelle, a ensuite été interdite en Angleterre en 1840.
La seconde génération de vaccins a été introduite dans les années 1880 par Louis Pasteur qui a développé des vaccins contre le choléra et contre l'anthrax du poulet. À partir de la fin du XIXe siècle, les vaccins étaient considérés comme une question de prestige national et des lois sur la vaccination obligatoire ont été adoptées.
Le XXe siècle a vu l'introduction de plusieurs vaccins efficaces, notamment ceux contre la diphtérie, la rougeole, les oreillons, le tétanos et la rubéole. Les principales réalisations comprennent le développement du vaccin contre la poliomyélite dans les années 1950. Grâce au vaccin l'éradication mondiale de la variole humaine a été obtenue dans les années 1970. Maurice Hilleman a été le plus prolifique des développeurs de vaccins au XXe siècle. Comme les vaccins sont devenus plus courants, de nombreuses personnes ont commencé à les tenir pour acquis. Cependant, les vaccins restent insaisissables pour de nombreuses maladies importantes, notamment l'herpès simplex, le paludisme, la gonorrhée et le VIH.

## Caractéristiques

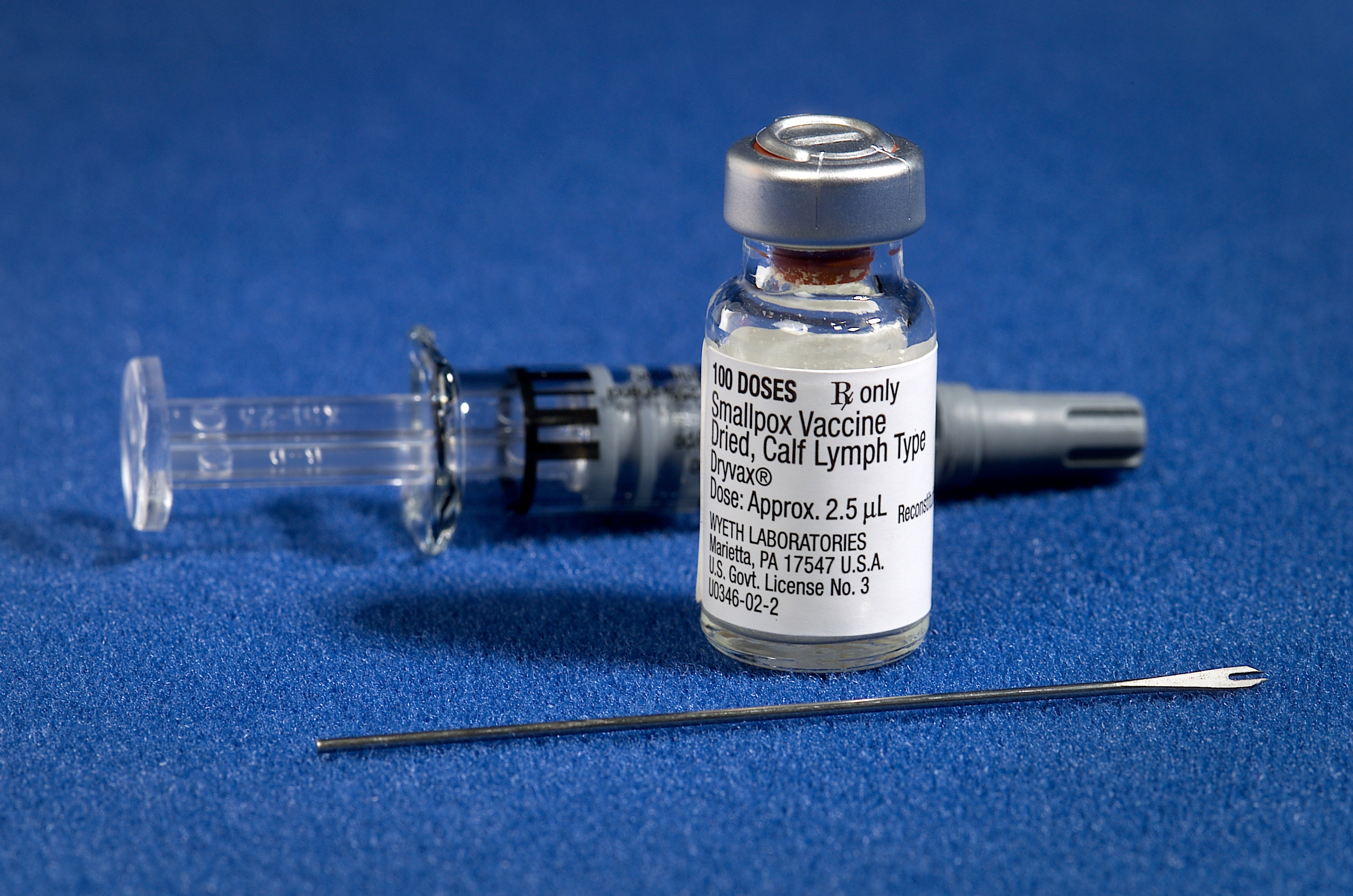
Kit de vaccination contre la variole contenant une seringue de diluant, un flacon de vaccin lyophilisé, et une aiguille bifurquée à usage unique.

Un vaccin est une préparation administrée pour provoquer l’immunité protectrice et durable de l'organisme contre une maladie en stimulant la production d’anticorps. Un ou plusieurs antigènes doivent être utilisés pour induire une nette amélioration de cette immunité.
Le but principal des vaccins est d'obtenir, par l'organisme lui-même, la production d'anticorps et l'activation de cellules T (lymphocyte B ou lymphocyte T à mémoire) spécifiques à l'antigène. Une immunisation réussie doit donc procurer une protection contre une future infection d'éléments pathogènes identifiés. Un vaccin est donc spécifique à une maladie mais pas à une autre.

### Vaccins prophylactiques et thérapeutiques
La plupart des vaccins sont prophylactiques et visent à la protection contre des agents infectieux avant le déclenchement de la maladie.
Des vaccins thérapeutiques visant à combattre une maladie déjà en cours peuvent aussi exister notamment concernant les cancers où l'élément activateur de l'immunité sera un élément de cellule cancéreuse,,.

### Composition
Outre le vaccin actif lui-même, les excipients et les composés de fabrication résiduels suivants peuvent être présents ou ajoutés dans certaines préparations vaccinales :
- des adjuvants, pour stimuler la réponse immunitaire (plus précoce, plus puissante, plus persistante) au vaccin, de façon non spécifique, du système immunitaire inné ; ils permettent de réduire la dose de vaccin, comme[14] :
  - des sels ou gels d'aluminium,
  - une association aluminium-lipides (AS04),
  - des émulsions eau-squalène,
  - des virus végétaux ; début mai 2008, Denis Leclerc[15] a proposé[16] d'utiliser un virus végétal (qui ne peut se reproduire chez l'homme) comme pseudovirion jouant le rôle d'adjuvant, pour rendre des vaccins plus longuement efficaces contre des virus qui mutent souvent (virus de la grippe ou de l'hépatite C, voire contre certains cancers). Le principe est d'associer à ce pseudovirion une protéine-cible interne aux virus, bactéries ou cellules cancéreuses à attaquer, et non comme on le fait jusqu'ici une des protéines externes qui sont celles qui mutent le plus. Ce nouveau type de vaccin, qui doit encore faire les preuves de son innocuité et de son efficacité, déclencherait une réaction immunitaire à l'intérieur des cellules, au moment de la réplication virale,
- des produits antimicrobiens :
  - des antibiotiques, pour empêcher la croissance de bactéries pendant la production et le stockage du vaccin,
  - le formaldéhyde, utilisé pour inactiver les produits bactériens des vaccins anatoxines ; le formaldéhyde est également utilisé pour inactiver les virus indésirables et tuer les bactéries qui pourraient contaminer le vaccin pendant la production,
  - le thiomersal, antimicrobien controversé contenant du mercure qui est ajouté aux flacons de vaccin qui contiennent plus d'une dose pour empêcher la contamination et la croissance de bactéries potentiellement nocives,
- le glutamate monosodique (MSG) et le 2-phénoxyéthanol sont utilisés comme stabilisants dans quelques vaccins pour aider le vaccin à rester inchangé lorsque le vaccin est exposé à la chaleur, à la lumière, à l'acidité ou à l'humidité ;
- la protéine d’œuf, présente dans les vaccins contre la grippe et contre la fièvre jaune car ils sont préparés à partir d’œufs de poule ; d'autres protéines peuvent parfois être présentes.

### Développement de l'immunité
L'immunogénicité (ou efficacité sérologique) est la capacité d'un vaccin à induire des anticorps spécifiques. Les anticorps sont produits par des lymphocytes B se transformant en plasmocytes. Le temps nécessaire à l'induction d'anticorps est de 2 à 3 semaines après la vaccination. Cette production d'anticorps varie d'un vaccin à l'autre et diminue progressivement après plusieurs mois ou années. Elle est mesurable, ce qui permet de savoir si le sujet est vacciné efficacement (vaccin contre l'hépatite B et antitétanique en particulier).
Une étude de 2025 met en évidence une signature moléculaire (de minuscules morceaux d'ARN liés aux plaquettes) indicative de la durée d'efficacité vaccinale. Les plaquettes dérivent de mégacaryocytes qui, activés par thrombopoïétine (TPO), favorisent la survie des plasmocytes de la moelle osseuse — lesquels produisent les anticorps —. Ce phénomène résulte d'interactions entre cellules impliquant l'intégrine β1/β2, l'APRIL (en) et la voie MIF–CD74,.
Le nombre de lymphocytes B à mémoire, non sécrétant, mais qui réagissent spécifiquement à la présentation d'un antigène, semble, lui, ne pas varier au cours du temps. Ce qui permet d'induire une protection de longue durée, jusqu'à des décennies (ou tant que le sujet reste immunocompétent), car la réactivation de l'immunité mémoire lors d'une nouvelle infection s'effectue alors en quelques jours.
Cependant, certains vaccins ne provoquent pas la formation d'anticorps mais mettent en jeu une réaction de protection d'immunité cellulaire, c'est le cas du BCG (« vaccin Bilié de Calmette et Guérin », vaccin anti-tuberculeux).
Selon certaines études, notamment sur la grippe A (H1N1), un individu vacciné mais tout de même grippé reste contagieux (porteur sain).

### Efficacité
L'efficacité clinique d'un vaccin se mesure par la réduction de la fréquence de la maladie chez les sujets vaccinés (taux de protection effectif de la population vaccinée). Elle est parfois estimée par des marqueurs de substitution (taux d'anticorps connus protecteurs), mais l'efficacité sérologique (mesurée en laboratoire) ne concorde pas toujours avec l'efficacité clinique (mesurée en épidémiologie de terrain).
Le suivi et la surveillance d'une politique vaccinale relève de l'épidémiologie (surveillance par des réseaux de laboratoire hospitaliers, centres de référence, réseaux sentinelles, notification systématique ou obligatoire…), la surveillance des effets indésirables (pharmacovigilance, registres de suivi…) et par des études séro-épidémiologiques (séroprévalence). Ces études permettent d'évaluer l'immunité collective des populations, dont la situation et la localisation des sujets non-vaccinés, réceptifs ou vulnérables.
Selon le type de vaccin, et l'état de santé du sujet, les vaccins peuvent être contre-indiqués ou fortement recommandés.

### Effets indésirables
Lors d'une vaccination, les effets indésirables pouvant être reliés au vaccin administré dépendent d'abord de l'agent infectieux combattu, du type de vaccin (agent atténué, inactivé, sous-unités d'agent, etc.), de ses excipients (nature du solvant, adjuvants, conservateurs chimiques antibactériens, etc.) utilisés.
Suivant les vaccins, certains effets indésirables, en général bénins, se retrouvent de manière plus ou moins fréquente. L'une des manifestations les plus courantes est la fièvre et une inflammation locale qui traduisent le déclenchement de la réponse immunitaire recherchée par la vaccination. Dans de très rares cas, la vaccination peut entraîner des effets indésirables sérieux et, exceptionnellement, fatals. Un choc anaphylactique, extrêmement rare, peut par exemple s'observer chez des personnes susceptibles avec certains vaccins (incidence de 0,65 par million, voire 10 par million pour le vaccin rougeole-rubéole-oreillons (RRO)). En France, la loi prévoit le remboursement des dommages et intérêts par l'Office national d'indemnisation des accidents médicaux lorsqu'il s'agit de vaccins obligatoires.

#### Attribués à l'hydroxyde d'aluminium
La myofasciite à macrophages a été associée à la persistance pathologique de l'hydroxyde d'aluminium utilisé dans certains vaccins. Cependant lors de sa réunion de décembre 2003, le Comité consultatif mondial sur la sécurité des vaccins, après avoir examiné les données d’une étude cas témoins réalisée en France, a conclu, en accord avec ses précédentes déclarations, que la persistance de macrophages contenant de l’aluminium au site d’injection d’une vaccination antérieure n’est associée ni à des symptômes cliniques ni à une maladie spécifique.

### Mode d'administration
La plupart des vaccins sont administrés par injection sous-cutanée ou intramusculaire, le plus souvent en une seule fois (plus rarement en deux fois, par exemple séparées d'une semaine). Quelques vaccins sont administrés par voie orale, notamment contre le choléra, la typhoïde et la gastro-entérite aiguë à rotavirus. En 2025, des vaccins administrables par spray nasal sont en développement, notamment contre la Covid, la grippe et la bronchiolite. La durée de protection étant très variable d'un vaccin à l'autre, un rappel peut être nécessaire après six mois, quelques années, dix ans, voire jamais.

### Ce qui n'est pas un vaccin
Un sérum ne doit pas être confondu avec un vaccin. Mais ils peuvent parfois être associés lors de l'injection : c'est la sérovaccination.
Par abus de langage, le terme de vaccination s'applique parfois à diverses inoculations et injections. Ainsi l'immunocastration des porcs est souvent présentée comme un vaccin (contre l'odeur de verrat). En 1837, Gabriel Victor Lafargue parla de « vaccination morphinique » pour ce qui n'était qu'une injection sous-épidermique. Dans cette catégorie se place également le vaccin de Coley (qui génère une hyperthermie destinée à détruire des tumeurs).

## Types
Les vaccins sont souvent classés en deux grandes catégories selon qu'ils sont issus ou non d'agents infectieux. La première catégorie se répartit entre vaccins vivants atténués et vaccins inactivés. La seconde catégorie se répartit principalement entre vaccins conjugués, à anatoxine, à sous unité protéique, à ARN / à ADN.
On les trouve aussi classés selon le type d'agent infectieux traité : vaccins bactériens / vaccins viraux.

### Nomenclature - Liste
Les abréviations des noms de vaccins se sont relativement harmonisées au niveau mondial mais il n'y a pas encore au début de l'année 2020 de normalisation mondialement partagée. L'OMS, en collaboration avec l'institut norvégien de la santé publique, en propose une nomenclature. Les États-Unis utilisent une autre liste,.
Plus de vingt vaccins font partie de la liste des médicaments essentiels de l'OMS,, dans la classe ATC J07, pour les adultes comme pour les enfants.

### Issus d’agent infectieux

#### Vivant atténué

Faites préserver vos enfants contre la tuberculose par le vaccin B.C.G.

Les agents infectieux sont multipliés en laboratoire jusqu’à ce qu’ils perdent naturellement ou artificiellement, par mutation, leur caractère pathogène. Les souches obtenues ont perdu leur virulence (rendues incapables de développer la maladie), mais elles restent vivantes avec une capacité transitoire à se répliquer chez l'hôte. Ils créent donc une infection a minima.
Ce genre de vaccin stimule l'immunité spécifique de façon généralement plus efficace et plus durable que celui composé d’agents infectieux inactivés. Ils peuvent parfois induire après vaccination des réactions locales ou générales qui sont des symptômes mineurs de la maladie qu'ils préviennent. Du fait de ce risque infectieux potentiel, ils sont contre-indiqués en principe chez la femme enceinte et les personnes immunodéprimées.
Les vaccins vivants ne contiennent pas d'adjuvants : ils n'en ont pas besoin.
Les principaux vaccins vivants disponibles sont le vaccin BCG (tuberculose) le ROR (Rougeole, Oreillons, Rubéole), le vaccin contre la varicelle, contre le zona, contre la fièvre jaune, le vaccin oral contre la poliomyélite, contre les gastro-entérites à rotavirus.

#### Inactivé
Les agents infectieux, une fois identifiés et isolés, sont multipliés en très grand nombre puis altérés, chimiquement ou par la chaleur. Ils conservent néanmoins une certaine capacité immunogène (aptitude à provoquer une protection immunitaire) moins ciblée. C'est pourquoi ils nécessitent l'ajout d'adjuvant et font souvent l'objet de plus de rappels de vaccination.
Un vaccin inactivé peut être :
- entier ou complet, lorsqu'il est composé du micro-organisme complet mais tué ou inactivé ; par exemple, le vaccin « cellulaire » contre la coqueluche. Ces vaccins sont très efficaces mais plus « réactogènes » avec un risque plus élevé de réactions indésirables[34] ;
- sous-unitaire ou « à sous-unités » lorsqu'il est composé d'une fraction du micro-organisme inactivé. Il peut être obtenu de façon classique ou à partir de biotechnologie ou de biologie de synthèse ; par exemple, le vaccin « acellulaire » contre la coqueluche. Cette fraction peut-être un peptide de surface du germe, un polysaccharide de paroi bactérienne, une anatoxine, une particule pseudovirale ou tout autre composant immunogène du micro-organisme. Ces vaccins sont moins immunogènes, mais avec moins d'effets secondaires[34].

Les vaccins polyosidiques ou à polysaccharides activent les seuls lymphocytes B. Ils sont inefficaces avant l'âge de deux ans. Par exemple, le vaccin polysaccharidique contre le pneumocoque. Ils ont une faible réponse mémoire et nécessitent plus de rappels.

### Sans l'agent infectieux
voir aussi Vaccin à ARN, Vaccin à ADN

#### Conjugués
Les vaccins conjugués se basent sur la liaison d'un polysaccharide (antigène capsulaire) avec une protéine porteuse. Cette conjugaison permet d'induire une bonne réponse mémoire et d'activer les lymphocytes T, ce qui les rend utilisables chez l'enfant de moins de deux ans. Le premier de ce type a été le vaccin contre Haemophilus influenza b ou Hib, agent de méningite purulente du nourrisson. D'autres vaccins conjugés de ce type sont le vaccin contre le méningocoque, le vaccin contre le pneumocoque.

#### Anatoxine
Un vaccin anatoxine est produit par inactivation physique ou chimique de la molécule initialement toxique qui cause la maladie et qui est produite par l'agent infectieux. La molécule ainsi inactivée perd ses propriétés toxiques mais conserve sa structure et des propriétés immunisantes. Les vaccins anatoxines sont connus pour leur efficacité.
Les vaccins antitétaniques et antidiphtériques sont des vaccins à base d'anatoxines.

#### Sous-unité protéique
Une sous-unité protéique, un fragment protéique (ou un assemblage de plusieurs fragments) de la surface du micro-organisme pathogène, peut créer une réponse immunitaire.
Le vaccin contre l'hépatite B, celui contre la grippe saisonnière, ceux contre le papillomavirus humain (HPV), sont des vaccins à sous-unité protéique.

##### Issus du génie génétique (biologie de synthèse)
Certaines de ces molécules peuvent être obtenues par génie génétique, et ainsi être produites en grande quantité. La stratégies de développement la plus connue consiste à insérer des gènes microbiens dans des Escherichia Coli, des levures ou des cellules animales en culture, de façon à leur faire produire des protéines microbiennes spécifiques, par exemple l'antigène de surface de l'hépatite B, qui est ensuite utilisée dans le vaccin contre l'hépatite B.
D'autres stratégies sont la production de pseudoparticules virales, dépourvues d'ADN viral et incapables de se répliquer (vaccin contre les papillomavirus) ; la recombinaison génétique permet des virus atténués « réassortants » (vaccin contre la grippe, vaccin contre les rotavirus).
Il existe également une recherche sur des vaccins oraux basés sur des plantes (production d'antigènes par des algues).

#### Hétérologue
Un vaccin hétérologue (ou hétérotypique) est fabriqué à partir d’un agent pathogène différent de celui de la maladie à combattre mais ayant des similitudes immunologiques suffisantes pour induire une protection croisée de qualité acceptable.
L'exemple classique est l'utilisation par Jenner du virus de la vaccine (variole de la vache) pour protéger l'humain contre la variole. Un exemple actuel est l'utilisation du vaccin BCG préparé à partir d'une souche atténuée de bacille tuberculeux bovin (Mycobacterium tuberculosis var. bovis) pour protéger contre la tuberculose humaine.

### Autovaccin
L'autovaccin (autogenous vaccine) est un vaccin élaboré à partir d'une souche spécifique de micro-organismes prélevée sur le malade lui-même. Ils connaissent un développement important en médecine vétérinaire dans les élevages de porc notamment,. « On entend par autovaccin à usage vétérinaire, tout médicament vétérinaire immunologique fabriqué en vue de provoquer une immunité active à partir d’organismes pathogènes provenant d’un animal ou d’animaux d’un même élevage, inactivés et utilisés pour le traitement de cet animal ou des animaux de cet élevage » (article L 5141-2 du Code de la santé publique).

### Combinés
Les vaccins multivalents ou combinés, associent des combinaisons d'antigènes, permettant de cibler plusieurs maladies différentes en un seul vaccin (par exemple Rougeole-Oreillons-Rubéole ou Diphtérie-Tétanos-Poliomyélite-Coqueluche-Hib-Hépatite B). Ces vaccins permettent de diminuer le nombre d'injections et d'augmenter la couverture vaccinale.

### Expérimental
Plusieurs vaccins sont en cours de développement :
- Les vaccins combinant des cellules dendritiques avec des antigènes afin de présenter ceux-ci aux globules blancs du corps, stimulant ainsi une réaction immunitaire. Ces vaccins ont montré des résultats préliminaires positifs pour le traitement des tumeurs cérébrales et sont également testés dans le mélanome malin [réf. nécessaire].
- Vaccin à ADN : Le mécanisme proposé est l'insertion (et l'expression, renforcée par l'utilisation de l'électroporation, déclenchant la reconnaissance du système immunitaire) d'ADN infectieux, viral ou bactérien, dans des cellules humaines ou animales. Certaines cellules du système immunitaire qui reconnaissent les protéines exprimées monteront alors une attaque contre ces protéines et les cellules qui les expriment. Parce que ces cellules vivent très longtemps, si le pathogène qui exprime normalement ces protéines est rencontré plus tard, elles seront attaquées instantanément par le système immunitaire[réf. nécessaire]. Ces vaccins sont très faciles à produire et à stocker[réf. nécessaire]. Plusieurs vaccins à ADN sont disponibles en 2019 pour un usage vétérinaire et depuis 2021 chez l'humain.
- Vecteur recombinant : en combinant la physiologie d'un micro-organisme et l'ADN d'un autre, l'immunité peut être créée contre les maladies qui ont des processus d'infection complexes[réf. nécessaire]. Le vaccin contre le virus Ebola en est un exemple.
- Le vaccin à ARN est composé d'un ARN messager conditionné dans un vecteur tel que des nanoparticules lipidiques[43]. Ce type de vaccin a montré son efficacité pour lutter contre la maladie à coronavirus 2019[44](SARS-Cov-2) , voir Vaccin contre la Covid-19.
- Des vaccins peptidiques des récepteurs des lymphocytes T qui modulent la production de cytokines et améliorent l'immunité à médiation cellulaire[réf. nécessaire].
- Des vaccins utilisant le ciblage de protéines bactériennes impliquées dans l'inhibition du complément et qui neutraliseraient le mécanisme clé de virulence bactérienne[réf. nécessaire].

### Vaccins non humains

#### Vétérinaires
La vaccination des animaux est utilisée à la fois pour prévenir certaines de leurs maladies infectieuses et pour prévenir la transmission de maladies aux humains. Les animaux de compagnie et les animaux élevés comme bétail sont quasi systématiquement vaccinés.
En cas de propagation de la rage, la vaccination antirabique des chiens peut être exigée par la loi. Des populations sauvages (renard, raton laveur) peuvent également être alors vaccinées.
En plus de celui de la rage, les principaux vaccins canins sont celui contre la maladie de Carré, le parvovirus canin, l'hépatite canine infectieuse, l'adénovirus-CAV2, la leptospirose, la bordatella, la toux de chenil et la maladie de Lyme.
Les vaccins DIVA (pour Differentiation of Infected from Vaccinated Animals), également connus sous le nom de SIVA (pour Segregation of Infected from Vaccinated Animals), permettent de différencier les animaux infectés des animaux vaccinés.

#### Pour les végétaux
Les vaccins actuels sont essentiellement faits pour les humains et d'autres animaux (vaccins vétérinaires) mais on sait maintenant que les plantes ont aussi un système immunitaire, et qu'il est possible de les vacciner. Un premier vaccin commercialisé pour les plantes a été créé en 2001 par la société Goëmar.
Grâce à des tests moléculaires permettant d'identifier les petits ARN interférents (siRNA) efficaces contre le virus de la tomate (Tomato bushy stunt virus (en) ou TBSV, de la famille des Tombusviridae), un vaccin a pu être produit et, en laboratoire, a donné les résultats espérés ; il peut en outre être pulvérisé sur les feuilles (pas besoin d'injection). Un projet est de faire un vaccin contre le virus de la mosaïque du concombre (capable de détruire des champs entiers de concombres, citrouilles ou melons). La méthode est aussi plus simple et plus rapide que de concevoir une plante OGM résistant au virus,. Selon une autre étude publiée sur un magazine spécialisé, des chercheurs ont testé leurs molécules sur des plantes, par spray, et 90 % d’entre elles n’ont pas été infectées par le virus.

## Développement d'un vaccin
Le développement complet est un processus le plus souvent très long, qui se compte habituellement en années, avec plusieurs étapes successives : une phase préclinique (hors expérimentation humaine), trois phases cliniques (avec expérimentation humaine), une phase d'autorisation administrative, une phase de production industrielle, une phase de vaccination et une phase finale de pharmacovigilance.

### Phase préclinique
Autrefois, ce processus débutait par des expérimentations animales qui se sont révélées décevantes pour prédire l'efficacité d'un vaccin. Actuellement[Quand ?], on débute beaucoup plus tôt l'expérimentation humaine : c'est ce qu'on appelle la médecine expérimentale ou translationnelle. Ce développement doit respecter les différentes phases d'un essai clinique de vaccin.
Les chercheurs doivent d'abord choisir une voie d'administration : voie nasale, orale ou par injection. Ce choix peut dépendre du vecteur choisi, de l’antigène, de l'adjuvant ou d'autres paramètres. Si la voie par injection est choisie, il faut aussi choisir quelle injection : intradermique, sous-cutanée ou intramusculaire.

### Phases cliniques
Les phases 1 et 2 permettent d'établir l'innocuité du projet de vaccin. La phase 3, plus étendue, permet de tester son efficacité. Celle-ci se mesure uniquement vis-à-vis de la prévention de la maladie ou de l'infection, que le vaccin projeté est censé empêcher. Plusieurs moyens permettent d'évaluer cette efficacité :
- Surtout avec un essai d'efficacité contrôlé et aléatoire comprenant des critères cliniques adaptés. Son but doit démontrer la diminution de l'infection ou de la maladie après immunisation par rapport au groupe de référence non immunisé.
- On peut faire aussi une évaluation de l'efficacité par observation, toujours avec des critères cliniques, pour évaluer l'effet protecteur d'un vaccin dans des conditions réelles au sein d'une population ouverte.
- Dans certains cas, on peut se contenter de critères immunologiques, par exemple un titrage des anticorps.

#### Phase I
Dans cette phase, on vérifie d'abord l'innocuité du produit avant de s'intéresser à son efficacité. Généralement on teste alors le produit candidat-vaccin à dose croissante sur des petits groupes (rarement plus de 100 volontaires). Le nombre de doses peut varier en fonction du type de vaccin. Les effets secondaires sont soigneusement répertoriés. Mais à ce stade, certains effets secondaires graves comme la réaction anaphylactique sont rarement détectés en raison du très petit nombre de participants.
Le protocole d'étude doit établir les effets secondaires spécifiquement au vaccin et les quantifier (injection peu douloureuse ou très douloureuse).
Les chercheurs s’intéressent bien entendu à la réponse immunologique (par exemple, le dosage des anticorps). Mais ce dosage n'est pas forcément synonyme d'efficacité du vaccin. On parle alors d'immunogénicité du vaccin. On propose enfin un "meilleur" dosage du vaccin.

#### Phase II
Si la phase I est concluante (pas d'effets secondaires graves plus réponse immunitaire satisfaisante), on peut entamer la phase II, où l'on commence d'abord par augmenter la taille du groupe étudié : même protocole que la phase I mais plus de participants (phase II a) sur plusieurs centaines à quelques milliers de volontaires.
On teste alors l'efficacité de la réponse immunitaire ainsi que la tolérance du projet de vaccin. On identifie largement les effets secondaires constatés. On cherche aussi à déterminer la posologie adaptée (quantité de produit, nombre de doses) et un premier calendrier vaccinal (durée entre vaccinations).
Beaucoup de candidat-vaccins ne passent pas cette phase : ils ont une réponse immunitaire satisfaisante mais celle-ci n'est pas efficace ou suffisante pour empêcher la maladie ou leurs effets secondaires sont jugés trop graves.

#### Phase III
Si la phase II est satisfaisante le projet de vaccin peut passer en phase III. Les tests de sécurité et d'efficacité continuent avec une population beaucoup plus grande (de l'ordre de plusieurs dizaines de milliers de volontaires) et hétérogène (sexe, classes d'âge, diversité génétique, etc). Il s'y ajoute les études d'homogénéité d'un lot de vaccin à un autre qui consistent à vérifier l'homogénéité de la fabrication de plusieurs lots cliniques d'un point de vue clinique.
Enfin, des études d'administrations simultanées vérifient l'absence d'interférence significative lorsqu'il est administré concomitamment à un vaccin déjà homologué et inclus dans les programmes courants de vaccination.
Malgré la plus grande taille des groupes étudiés, les effets secondaires très rares ne seront pas forcément tous connus au cours de la phase III : les essais cliniques de sécurité en phase III sont normalement conçus pour observer les effets indésirables jusqu'à un taux de 1 pour 10 000.
Cette phase est la plus longue et la plus coûteuse : entre 2 et 13 ans et environ 750 millions d'euros.
Cette phase va définir le ratio risques/bénéfices qui est obligatoire pour l'enregistrement et l'autorisation de chaque vaccin.

### Pharmacovigilance
Alors que le vaccin est commercialisé et que la vaccination est en cours, cette dernière phase, souvent dénommée phase IV, est une étude de pharmacovigilance consistant notamment en une surveillance de la sécurité et des effets secondaires du vaccin sur une population beaucoup plus large. Ceci est effectué en détectant des possibles manifestations post-vaccinales indésirables (MAPI), en les analysant médicalement, en évaluant la causalité des effets observés vis à vis du vaccin et en restituant les résultats obtenus aux autorités.
Cette phase peut remettre en cause la phase d'autorisation administrative.

## Production

### Économie du développement
Les entreprises détenant la part de marché la plus élevée dans la production de vaccins sont Merck, Sanofi, GlaxoSmithKline, Pfizer et Novartis, avec 70 % des ventes de vaccins concentrées dans l'UE ou aux États-Unis (2013). Les usines de fabrication de vaccins nécessitent d'importants investissements en capital (50 M$ à 300 M$) et peut prendre entre 4 et 6 ans pour être construit, le processus complet de développement du vaccin prenant entre 10 et 15 ans. Ces efforts sont principalement concentrés en Europe et en Amérique du Nord. Plus de 50 % des investissements en recherche et développement ont été menés en Europe entre 2002 et 2010.
 La fabrication dans les pays en développement joue un rôle croissant dans l'approvisionnement de ces pays, en particulier en ce qui concerne les vaccins plus anciens et au Brésil, en Inde et en Chine.
Les fabricants en Inde sont les plus avancés dans le monde en développement et comprennent le Serum Institute of India, l'un des plus grands producteurs de vaccins en nombre de doses et un innovateur dans les processus, améliorant récemment l'efficacité de la production du vaccin contre la rougeole de 10 à 20 fois, grâce au passage à une culture cellulaire MRC-5 au lieu d'œufs de poule.

### Brevets
Le dépôt de brevets sur les processus de développement de vaccins peut parfois être considéré comme un obstacle au développement de nouveaux vaccins. En raison de la faible protection offerte par un brevet sur le produit final, la protection de l'innovation concernant les vaccins se fait souvent par le biais du brevet de certains procédés alors utilisés ainsi que la protection du secret pour d'autres procédés[réf. nécessaire].
Selon l'Organisation mondiale de la santé, le plus grand obstacle à la production locale de vaccins dans les pays moins développés n'a pas été les brevets, mais les exigences substantielles en matière financière, d'infrastructure et de main-d'œuvre nécessaires à l'entrée sur le marché. Les vaccins sont des mélanges complexes de composés biologiques et, contrairement au cas des médicaments, il n'existe pas de vrais vaccins génériques. Le vaccin produit par une nouvelle installation doit subir des tests cliniques complets de sécurité et d'efficacité similaires à ceux subis par celui produit par le fabricant d'origine. Pour la plupart des vaccins, des procédés spécifiques ont été brevetés. Ceux-ci peuvent être contournés par des méthodes de fabrication alternatives, mais cela nécessitait une infrastructure de recherche et développement et une main-d'œuvre qualifiée. Dans le cas de quelques vaccins relativement nouveaux comme le vaccin contre le papillomavirus humain, les brevets peuvent imposer une barrière supplémentaire[réf. nécessaire].

### Plantes utilisées comme bioréacteurs
Certaines plantes transgéniques ont été identifiées comme des systèmes d'expression prometteurs pour la production de vaccins. Des plantes complexes telles que le tabac, la pomme de terre, la tomate et la banane peuvent avoir des gènes insérés qui leur permettent de produire des vaccins utilisables pour l'homme. Des bananes ont été développées qui permettent de produire un vaccin humain contre l'hépatite B.

## Opposition, controverse sur les vaccins et la vaccination
Lors de la politique vaccinale contre la Covid-19, les personnes non-vaccinées et hospitalisées pour la Covid-19 ont été accusées d'être des « passagers clandestins » (free-rider) » du système hospitalier.